# Julodis hoehnelii
Julodis hoehnelii es una especie de escarabajo del género Julodis, familia Buprestidae. Fue descrita científicamente por Fairmaire en 1891.